# اوکلی، باکینگهام‌شر
اوکلی (به انگلیسی: Oakley) یک روستا و محله مدنی در بریتانیا است که در الزبری ول واقع شده‌است. اوکلی ۱٬۰۰۷ نفر جمعیت دارد.